# 후지 타카코
후지 타카코(Takako Fuji, 1972년 7월 27일 ~ )는 일본의 성우, 영화배우이다.
도쿄에서 태어났다.

## 영화
- 아이돌 (2006년)
- 그루지 2 (2006년) - 사에키 카야코 역
- 세미시구레 (2005년)
- 환생 (2005년)
- 그루지 (2004년)
- 주온 - 극장판 2 (2003년) - 카야코 역
- 주온 - 극장판 (2002년) - 사에키 카야코 역
- 주온 - 비디오판 2 (2000년)
- 주온 - 비디오판 (2000년)
- 모노노케 히메 (1997년)